# Янів Підляський (гміна)
Гміна Янів Підляський (Ґміна Янув-Подляський, пол. Gmina Janów Podlaski) — сільська гміна у східній Польщі. Належить до Більського повіту Люблінського воєводства.
Станом на 31 грудня 2011 у гміні проживало 5568 осіб.

## Площа
Згідно з даними за 2007 рік площа гміни становила 135.00 км², у тому числі:
- орні землі: 75.00 %
- ліси: 17.00 %

Таким чином, площа гміни становить 4.90 % площі повіту.

## Населення
Станом на 31 грудня 2011:
| Опис     | Загалом | Загалом | Чоловіки | Чоловіки | Жінки | Жінки |
| -------- | ------- | ------- | -------- | -------- | ----- | ----- |
| одиниця  | осіб    | %       | осіб     | %        | осіб  | %     |
| все      | 5568    | 100     | 2756     | 49.50    | 2812  | 50.50 |
| міське   | 0       | 100     | 0        |          | 0     |       |
| сільське | 5568    | 100     | 2756     | 49.50    | 2812  | 50.50 |

## Сусідні гміни
Гміна Янів Підляський межує з такими гмінами: Біла Підляська, Константинів, Лісна, Рокитно.

## Історія
За польськими підрахунками станом на 2 червня 1947 року, у гміні Янів Підляський налічувалося 54 українців (36 родин), які підлягали виселенню у північно-західні воєводства згідно з планом депортації українського населення у рамках операції «Вісла».